# Paulus Glacier
Paulus Glacier är en glaciär i Antarktis. Den ligger i Västantarktis. Argentina, Chile och Storbritannien gör anspråk på området. Paulus Glacier ligger 1 060 meter över havet.
Terrängen runt Paulus Glacier är varierad. Trakten är obefolkad. Det finns inga samhällen i närheten.